# Campeonato Mundial de Piragüismo en Maratón de 2021
El XXVIII Campeonato Mundial de Piragüismo en Maratón se celebró en Pitesti (Rumania) entre el 30 de septiembre y el 3 de octubre de 2021 bajo la organización de la Federación Internacional de Piragüismo (ICF).

## Resultados

### Short

#### Masculino
| Evento | Oro                               | Plata                                | Bronce                                     |
| ------ | --------------------------------- | ------------------------------------ | ------------------------------------------ |
| C1     | Balazs Adolf · Hungría · 16:04,23 | Mateusz Borgier · Polonia · 16:08,41 | Jakub Brezina · República Checa · 16:12,45 |
| K1     | José Ramalho Portugal 14:19,85    | Mads Pedersen Dinamarca 14:23,13     | Iván Alonso · España · 14:28,59            |

#### Femenino
| Evento | Oro                                 | Plata                                 | Bronce                                 |
| ------ | ----------------------------------- | ------------------------------------- | -------------------------------------- |
| C1     | Liudmyla Babak · Ucrania · 18:32,93 | Zsófia Kisban · Hungría · 18:46,71    | Volha Klimava · Bielorrusia · 19:11,79 |
| K1     | Vanda Kiszli · Hungría · 16:11,11   | Lizzie Broughton Reino Unido 16:14,95 | Kristina Bedec Serbia 16:16,37         |

### Maratón clásico

#### Masculino
| Evento | Oro                                                      | Plata                                                  | Bronce                                             |
| ------ | -------------------------------------------------------- | ------------------------------------------------------ | -------------------------------------------------- |
| C1     | Balazs Adolf · Hungría · 02:02:58                        | Marton Kover · Hungría · 02:03:07                      | Denys Davydov · Ucrania · 02:06:05                 |
| C2     | Manuel Antonio Campos · Diego Romero · España · 01:56:34 | Mateusz Zuchora · Mateusz Borgiel · Polonia · 01:56:44 | Marton Kover · Martov Horvath · Hungría · 01:57:11 |
| K1     | Mads Pedersen Dinamarca 02:03:38                         | Iván Alonso · España · 02:04:03                        | Stephane Boulanger Francia 02:05:39                |
| K2     | Jeremy Candy Quentin Urban Francia 01:59:03              | Adrián Boros · Tamás Erdelyi · Hungría · 01:59:04      | Cyrille Carre Stephane Boulanger Francia 01:59:04  |

#### Femenino
| Evento | Oro                                                  | Plata                                               | Bronce                                      |
| ------ | ---------------------------------------------------- | --------------------------------------------------- | ------------------------------------------- |
| C1     | Liudmyla Babak · Ucrania · 01:21:01                  | Volha Klimava · Bielorrusia · 01:22:40              | Zsófia Kisban · Hungría · 01:22:56          |
| K1     | Vanda Kiszli · Hungría · 02:05:14                    | Zsófia Zcellái-Vörös · Hungría · 02:05:17           | Lizzie Broughton Reino Unido 02:05:18       |
| K2     | Emese Kohalmi · Eszter Rendessy · Hungría · 01:55:07 | Tania Fernández · Tania Álvarez · España · 01:55:12 | Jenna Ward Saskia Hockly Sudáfrica 01:55:21 |

## Medallero
| Núm. | País            | Oro | Plata | Bronce | Total |
| ---- | --------------- | --- | ----- | ------ | ----- |
| 1    | Hungría         | 5   | 4     | 2      | 10    |
| 2    | Ucrania         | 2   | 0     | 1      | 3     |
| 3    | España          | 1   | 2     | 1      | 4     |
| 4    | Dinamarca       | 1   | 1     | 0      | 2     |
| 5    | Francia         | 1   | 0     | 2      | 3     |
| 6    | Portugal        | 1   | 0     | 0      | 1     |
| 7    | Polonia         | 0   | 2     | 0      | 2     |
| 8    | Reino Unido     | 0   | 1     | 1      | 2     |
| 8    | Bielorrusia     | 0   | 1     | 1      | 2     |
| 10   | República Checa | 0   | 0     | 1      | 1     |
| 10   | Sudáfrica       | 0   | 0     | 1      | 1     |
| 10   | Serbia          | 0   | 0     | 1      | 1     |
|      | TOTAL           | 11  | 11    | 11     | 33    |